# Cölbe
Cölbe är en kommun och ort i Landkreis Marburg-Biedenkopf i Regierungsbezirk Gießen i förbundslandet Hessen i Tyskland.